# ROMP

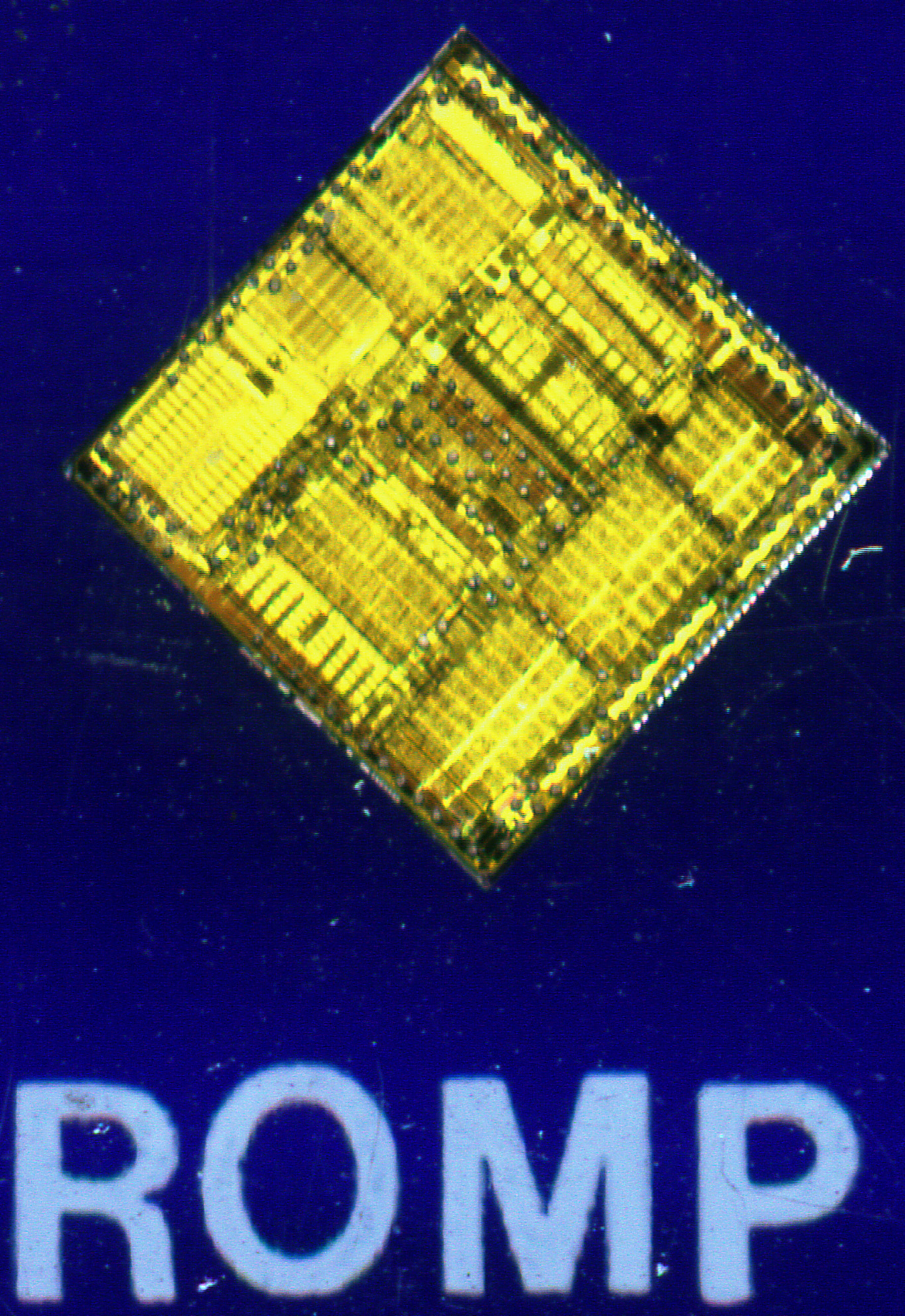
ROMP

Il ROMP (Research (Office Products Division) Micro Processor conosciuto anche con 032) fu un microprocessore sviluppato da IBM per l'utilizzo in ambito aziendale e venne prodotto per la prima volta nel 1981. Il processore era progettato come successore dell'OPD Mini Processor un processore utilizzato in un editor di testi utilizzato in sistemi come l'IBM Office System/6 e il DisplayWriter. ROMP inizialmente fu utilizzato nella linea IBM RT/PC presentata nel 1986 e in seguito venne utilizzato da una stampante laser. Inizialmente il sistema IBM RT/PC fu progettato come personal computer e il processore ROMP doveva rimpiazzare il lento 8088, tuttavia il software della macchina fu indirizzato verso la realizzazione di una macchina per la progettazione.
Nel disegno originario il ROMP era un processore a 24 bit di tipo RISC con architettura sviluppata all'interno dell'IBM sebbene in corso d'opera il progetto fu convertito in un progetto a 32 bit. Il processore era progettato con una tecnologia a 2 micrometri NMOS, aveva sedici registri generici a 32 bit e utilizzava una architettura a 32 bit piena per dati e indirizzi. Il microprocessore era gestito da 118 istruzioni a 2 o 4 byte. Internamente il processore poteva eseguire molte operazioni tra i registri in un singolo ciclo di clock. L'architettura della memoria era molto avanzata e prevedeva la gestione della memoria virtuale, e il controllo della memoria protetta.
Il progetto venne avviato nel 1977 come derivazione del progetto 801. Rispetto all'801 buona parte della microarchitettura fu modificata per ridurre i costi, per esempio aggiunsero la gestione di istruzioni a 16 bit, un requisito importante per l'epoca dato che allora la memoria era un componente molto costoso. Attualmente i processori per applicazioni embedded come gli ARM hanno un set di istruzioni a 16 bit oltre al classico set a 32 bit per poter contenere la dimensione del codice.
Il primo processore fu pronto all'inizio del 1981 e quindi virtualmente il ROMP era il primo RISC commerciale. Il primato del ROMP è contestato dato che il processore fu messo in vendita solo nel 1986. Il ritardo nella commercializzazione fu dovuto alla volontà di IBM di sviluppare un sistema operativo per l'RT/PC eccessivamente innovativo. Il sistema operativo avrebbe dovuto virtualizzare l'hardware e permettere a più sistemi operativi ospiti di utilizzare il computer sebbene solo il sistema operativo Unix fosse previsto come sistema operativo ospite. Quando l'RT/PC fu presentato i competitori come la Sun Microsystems e la Apollo Computers avevano già immesso sul mercato delle macchine che utilizzavano Unix nativamente.